# Гексли, Томас Генри
То́мас Ге́нри Ге́ксли (или Ха́ксли) (англ. Thomas Henry Huxley; 4 мая 1825 — 29 июня 1895) — английский зоолог, популяризатор науки и защитник эволюционной теории Чарльза Дарвина (за свои яркие полемические выступления он получил прозвище «Бульдог Дарвина»).
Член (1851) и президент (1883—1885) Лондонского королевского общества, иностранный член-корреспондент Петербургской академии наук (1864). В 1890 году награждён медалью Карла Линнея за продолжение линнеевских традиций в современной биологии.

## Биография

### Происхождение и образование
Родился в мае 1825 года в семье Джорджа Хаксли, учителя математики в Илингской школе, и Рейчел Уитерс. Из восьми детей, родившихся в этом браке, двое умерли в младенчестве, и Томас был младшим из шести выживших. С 1833 по 1835 год мальчик учился в той же школе, где преподавал его отец, о чём впоследствии вспоминал с отвращением, поскольку уровень преподавания был крайне низким. После того как в 1835 году школа разорилась, Джордж Хаксли перевёз семью в Ковентри, где нашёл работу в сберегательном банке, не позволявшую, однако, выбиться из бедности. Томас продолжал образование самостоятельно, в 12 лет прочитав «Теорию Земли» Дж. Геттона, увлекаясь работами Карлейля, заставившими его подвергнуть сомнению англиканскую веру родителей, и немецкими писателями-романтиками. Юноша свёл знакомство с лидерами лентоткачей Ковентри, переняв у них скептическое отношение к религии и социальному устройству. Один из них познакомил Хаксли с «Иллюстрациями божественной власти» Т. С Смита, сочетавшими в себе принципы детерминистического подхода к науке и реформистские социальные идеи.
В 1839 году сестра Томаса Эллен вышла замуж за медика Джона Чарльза Кука, чьим учеником стал Томас. В 1841 году он перешёл от Кука к гипнотизёру Томасу Чандлеру, а позже в то же году перебрался на жительство к ещё одной сестре, Элизабет, и её мужу Джону Солту. Тот преподавал судебную медицину в частном Сиднемском колледже. Учёба в этом заведении была недорогой, что позволило Хаксли начать заниматься в нём осенью 1841 года. Он изучал анатомию, основы хирургии и ботанику, а также дважды в неделю посещал аптекарский огород в Челси, где читал лекции Джон Линдли. В августе 1842 года он занял 2-е место в конкурсе Общества аптекарей, а в октябре вместе с братом Джеймсом был принят на бесплатное обучение в новой Чаринг-Кросской больнице, где учился органической химии у Дж. Фаунза и физиологии и сравнительной анатомии у Т. У. Джонса. За успехи в химии и физиологии Хаксли был в 1843 году удостоен медалей.
В 1845 году, работая с микроскопом, Хаксли открыл новую клеточную оболочку волосяных фолликулов, о чём с помощью Джонса опубликовал в 1845 году статью в London Medical Gazette. В том же году он с отличием прошёл первую часть аттестации Лондонского университета на степень бакалавра, но, поскольку срок его стипендии истёк, был вынужден отказаться от второй части, в итоге так никогда и не получив формальной степени. При этом он был слишком молод, чтобы получить лицензию на врачебную практику от Королевской коллегии хирургов. Чтобы расплатиться с долгами, сделанными за время учёбы, Хаксли в марте 1846 года поступил на службу в Королевский военно-морской флот.

### Экспедиция на фрегатеRattlesnake
Службу Хаксли начал в военно-морском госпитале в Госпорте, а затем был, в качестве помощника хирурга и по совместительству естествоиспытателя, включён капитаном Оуэном Стэнли в команду фрегата Rattlesnake, отправлявшегося исследовать воды в районе Большого Барьерного рифа на предмет их пригодности для прохождения винтовых пароходов. Перед началом экспедиции Хаксли прошёл обучение методам сбора материала в море у Эдварда Форбса. На первом этапе плавания, до мыса Доброй Надежды, молодой учёный в основном сосредоточился на исследовании низших организмов — медуз, сифонофоров и т. д. Особое внимание он уделил сагитте и португальскому кораблику, статью о физиологии которого (рассматривая его как целостный организм) отправил в Лондон. Начатую в Южной Африке монографию о червях прервал первый из приступов депрессии, преследовавших Хаксли впоследствии на протяжении всей службы. Тем не менее в июне-сентябре 1847 года учёный завершил работу об общих принципах строения сифонофоров и сообщил в переписке Форбсу, что пересматривает описанный Кювье ранг Radiata, выделяя из него гидр, актиний и медуз в новый класс Nematophora (одновременно к схожим выводам пришёл Рудольф Лейкарт, назвавший предлагаемый таксон Coelenterata).
В июле 1847 года, вскоре после прибытия экспедиционного судна в Сидней, Хаксли познакомился там с Генриеттой (Нетти) Энн Хиторн, дочерью пивовара, родившейся в Британской Вест-Индии. Вскоре после этого они обручились, хотя в это время Хаксли уже относился со всё возрастающим скептицизмом к религии и социальным традициям. В ходе первой картографической экспедиции к Большому Барьерному рифу Rattlesnake бросил якорь у мыса Апстарт, и учёный получил возможность ознакомиться с бытом австралийских аборигенов. В феврале 1848 года, работая над статьёй об анатомии и родственных связях медуз, Хаксли сформулировал вывод, согласно которому два слоя «основных мембран» (в дальнейшем получивших названия «энтодерма» и «эктодерма») являются отличительным свойством для всех представителей Nematophora. Он также провёл аналогию между этими двумя мембранами и двумя слоями клеток в эмбрионе позвоночных на ранней стадии его развития.
Научные занятия прервал новый приступ депрессии, заставший Хаксли во время рейса в Новую Гвинею в мае 1849 — январе 1850 года. Во время посещения экспедицией полуострова Кейп-Йорк Хаксли познакомился с уроженкой Шотландии, после кораблекрушения прожившей 5 лет среди аборигенов Австралии, и от неё получил первые сведения об их системе верований. Из-за смерти капитана Стэнли в марте 1850 года экспедиция была завершена преждевременно и Rattlesnake отплыл на родину в мае того же года. Одним из результатов этого поворота событий стало то, что жалования Хаксли, полученного за время экспедиции, было недостаточно, чтобы расплатиться со всеми долгами, и Томас и Нетти договорились отложить свадьбу до момента, когда Хаксли обретёт финансовую независимость. По пути в Англию он успел завершить исследования класса асцидий.

### Вхождение в научную элиту
Научная работа, выполненная Хаксли за время плавания, получила высокие оценки таких ведущих британских учёных как Чарлз Лайель, Родерик Мэрчисон и Ричард Оуэн, по рекомендации которых казначейство выделило молодому естествоиспытателю деньги на написание книги о морских гидроидных. Благодаря ходатайству Оуэна Хаксли также получил от военно-морского ведомства годовой отпуск с сохранением половины жалования. В 1851 году он был принят в Лондонское королевское общество за свой отчёт о плавании Rattlesnake, в 1852 году удостоен Королевской медали, а ещё через год избран в правление Королевского общества. В то же время вплоть до 1854 года ему не удалось получить ни преподавательской должности в университете, ни личного гранта от казначейства на исследовательскую работу, что усилило его критическое отношение к социальной верхушке, не заинтересованной в развитии фундаментальной науки.
В это время у Хаксли испортились отношения с Оуэном, над чьими идеями «божественного архетипа» он насмехался как над попытками поставить науку на службу церкви. В частности в 1853 году он выступил с публичной критикой концепции архетипа у моллюсков, которую ранее сам пытался разрабатывать. Продолжая работу над систематикой животных, Хаксли одновременно предложил новый таксон Annuloida, куда должны были войти морские звёзды, коловратки и черви, но эта идея в свою очередь не получила поддержки.
После того, как Хаксли познакомили с Джоном Чепменом, издателем журнала Westminster Review, тот предоставил ему ведение научной колонки в этом издании, с которым учёный продолжал сотрудничать с 1854 по 1857 год, демонстрируя на его страницах критический подход к современным ему научным теориям (в это время он, в частности, отрицал возрастающую специализацию ископаемых). Хаксли также зарабатывал на жизнь переводами научных и медицинских работ и написанием рецензий и обзоров. В 1854 году он был исключён из списка морских врачей за отказ присоединиться к команде учебного судна Illustrious. После этого он нашёл работу в Королевском горнотехническом училище, где стал преемником Эдарда Форбса как преподаватель естественной истории и анатомии. Одновременно он вёл занятия для учителей естественных наук в департаменте точных и гуманитарных наук и курсы в Лондонском институте. Одновременно Хаксли получил должность натуралиста в Британской геологической службе, что в совокупности обеспечивало ему доход в 700 фунтов в год.
В мае 1855 года в Лондон прибыла Нетти Хиторн, и в июле, через 8 лет после обручения в Австралии, наконец состоялась свадьба. После окончания медового месяца (для Хаксли совпавшего с командировкой по картографированию береговой линии) супруги поселились в Сент-Джонс-Вуде, где Нетти начала помогать мужу в подготовке его лекций, переводя для него немецкие тексты и выполняя чертежи. В 1855 году Хаксли стал Фуллеровским профессором в Королевском институте Великобритании и занимал эту кафедру до 1858 года. Осенью 1855 года он также впервые провёл серию вечерних благотворительных научных лекций для рабочих, положив начало традиции, которую затем поддерживал два десятилетия.
На государственной службе Хаксли постепенно обзаводился влиянием и полезными связями. Он был включён в экзаменационные комиссии военного министерства и Лондонского университета, где по его рекомендации был создан факультет естественных наук и введено присвоение степени бакалавра наук. В 1858 году он был избран секретарём Геологического общества. В 1859 году наконец увидела свет монография «Океанские гидроидные», подготовленная Хаксли на основе материалов, собранных во время плавания на фрегате Rattlesnake. На этом этапе, однако, значительная часть его научной работы уже была связана с палеонтологией. Он подготовил монографию, описывающую девонских рыб, которых за особое строение плавников назвал кистепёрыми, исследовал ископаемую бесчелюстную рыбу Pteraspis и описал несколько новых родов лабиринтодонтов в дополнение к трём уже известным.

### Научно-просветительская и административная деятельность с начала 1860-х годов
В 1860 году от скарлатины скончался первенец Хаксли — Ноэль. Семья, стремясь свести к минимуму болезненные воспоминания, переехала в мае 1861 года в новый дом в лондонском районе Эбби-Плейс. В ходе гражданской войны в США Хаксли был одним из открытых сторонников аболиционизма, несмотря на то, что его зять служил полевым хирургом в армии конфедератов. В своих лекциях он опровергал расистские теории, обосновывавшие рабовладение особенностями анатомии африканцев. Тексты этих лекций вышли отдельной книгой в 1864 году; в том же году вышел в свет идейно связанный с ними «Атлас сравнительной остеологии» с иллюстрациями Б. У. Хокинса. Хаксли последовательно выступал против теории о том, что человеческие расы представляют собой отдельные биологические виды, хотя и готов был признать их продолжительными внутривидовыми модификациями.
В 1862 году ко многочисленным должностям Хаксли добавилась Хантеровская профессорская кафедра в Королевской коллегии хирургов, которую он занимал до 1869 года. Также в 1862 году он был введён в состав Королевской комиссии по рыболовецким промыслам. В 1866 году Хаксли стал Фуллеровским профессором этнологии в Королевском институте, занимая эту кафедру до 1869 года. Многочисленные обязанности заставляли учёного много времени проводить в разъездах, редко появляясь дома. Несмотря на это, финансовое положение его семьи оставалось шатким. Когда в 1863 году умер от туберкулёза его брат Джордж, Томасу пришлось продать свою Королевскую медаль, чтобы расплатиться с его долгами. Он также поддерживал финансово сестру Эллен и двоих детей ещё одного брата, Джеймса, которым практически заменил отца и обеспечил получение хорошего образования. Его собственная семья также продолжала расти — в период между 1862 и 1866 годами количество детей в ней достигло семи.
Начиная с 1866 года Хаксли вместе с Фредериком Фарраром вёл кампанию за модернизацию учебной программы публичных школ. Помимо собственной ценности научного прогресса, в его глазах это было обусловлено необходимостью сохранять конкурентоспособность британской промышленности на фоне стремительного развития производства в Германии. Он сам уже в 1866 году издал школьный учебник физиологии, а в 1869 году разработал школьный курс наук о Земле, в 1877 году изданный в виде учебника под названием «Физиография». В том же году был издан начатый Хаксли ещё за 20 лет до этого «Справочник по анатомии беспозвоночных». В 1880 году вышел подготовленный Хаксли учебник «Введение в естественные науки». Прочитанный им в 1871 году в Южно-Кенсингтонском музее летний курс биологии заложил основы современного школьного преподавания этой науки; его развитием стал выпущенный Хаксли в 1875 году совместно с Г. Н. Мартином учебник «Курс практического преподавания элементарной биологии». Пропагандировал также преподавание в школах современной литературы, которой отдавал предпочтение перед классической с утилитарной точки зрения. С 1870 по 1875 год Хаксли входил в Королевскую комиссию по преподаванию научных дисциплин, которую возглавлял герцог Девонширский, а в 1875—1876 годах — в Королевскую комиссию по вивисекции. В 1874 году он помог Софии Джекс-Блейк основать Лондонскую женскую медицинскую школу. С 1879 по 1878 год входил в совет попечителей Итонского колледжа. В 1884 году участвовал как консультант в создании Института Сити и гильдий Лондона — центрального технического учебного заведения страны.
Влияние Хаксли в научном мире продолжало возрастать по мере того, как он занимал всё новые руководящие должности в научных обществах: с 1868 по 1871 год он был президентом Этнологического общества, с 1869 по 1871 год — Геологического общества, с 1870 года — президентом Британской ассоциации содействия развитию науки, с 1871 по 1872 год — президентом Метафизического общества и с 1872 по 1881 год — биологическим секретарём Королевского общества. С 1870 по 1875 год Хаксли возглавлял совет попечителей Оуэнс-колледжа в Манчестере, а в 1872 году был избран ректором Абердинского университета и занимал этот пост в течение трёх лет. Огромный общий объём обязанностей отрицательно сказался на его здоровье, и по настоянию врачей ему пришлось взять отпуск в декабря 1871 по апрель 1872 года, в ходе которого он посетил Египет. Нагрузка и накопившиеся долги (в том числе за недавно отстроенный особняк в Сент-Джонс-Вуде), однако, не дали ему полностью оправиться. Им вновь овладела депрессия, и тогда по подписке были собраны 2100 фунтов, на которые Хаксли весной 1873 года отправили в новый отпуск в Овернь, откуда он вернулся вполне здоровым.
С 1881 по 1885 год занимал пост инспектора рыбных промыслов с жалованием в 700 фунтов в год. Также в 1881 году включён в Королевскую комиссию по врачебной практике, целью которой было создание единой медицинской лицензионной системы в Великобритании. В 1883 году избран президентом Королевского общества и оставался на этом посту до 1885 года, в это время предприняв неудачную попытку отменить членские взносы, ложившиеся тяжёлым бременем на малоимущих членов общества. В 1884—1890 годах занимал пост президента Британской ассоциации морских биологов и в этом качестве способствовал основанию морской исследовательской станции в Плимуте. Многочисленные административные обязанности на этом этапе мешали Хаксли заниматься собственно наукой; в частности, он так и не сумел окончить начатую ещё в 1877 году монографию о головоногом моллюске спируле.

### Агностицизм и поддержка дарвинизма
К концу 1860-х годов оппозиция Хаксли по отношению к церкви и его приверженность «святому Сомнению» привела к тому, что его открыто называли в прессе атеистом. Сам он как минимум внешне выражал веру в существование некоего «непознаваемого», недоступного осознанию при помощи органов чувств, и в 1869 году объявил себя агностиком. Позиция Хаксли заключалась в том, что наука не является ни христианской, ни антихристианской, но «над-христианской», внеконфессионной. Определённая часть британских христиан, в особенности, придерживавшихся левых политических взглядов, относилась к этой позиции с пониманием. В 1868 христианские социалисты Ф. Д. Мориса назначили Хаксли директором нового колледжа для рабочих на Блэкфрайарс-роуд, который он продолжал возглавлять до 1880 года. В 1870 году вышел сборник его лекций, пропагандирующий детерминизм в науке и озаглавленный «Проповеди светского человека» (англ. Lay Sermons). На заседаниях Метафизического общества он использовал против оппонентов, верящих в чудеса, аргументацию, сформулированную Дэвидом Юмом. В 1876 году, отвечая на вызов, брошенный богословом-католиком У. Дж. Уордом, Хаксли составил научный анализ одного из самых известных библейских чудес — чуда воскресения Христова. Этот анализ был настолько беспощадным и скандальным, что его отказался публиковать даже либеральный журнал Джона Морли Fortnightly Review.
С 1856 года Хаксли, до этого скептически относившийся к прогрессионистским идеям в биологии, начал проявлять больше интереса к эволюционной теории Дарвина. Он стал резко критиковать креационистские взгляды. Хотя его эволюционизм был ограниченным (в частности, он предполагал, что все современные типы сформировались до силурийского периода), под его влиянием были пересмотрены датировки ряда ископаемых находок. Это, в частности, касалось окаменелостей Hyperodapedon gordoni из Элгина, которые первоначально считались девонскими, но после того как Хаксли продемонстрировал их сходство с костями ринхозавра, были переклассифицированы как триасовые. В 1857 году при попытке прокладки трансатлантического телеграфного кабеля со дна океана драгой был поднят ил с планктонными фораминиферами глобигеринами, изучив которые, Хаксли выдвинул гипотезу о том, что аналогичные организмы сформировали меловые отложения. Эта гипотеза нашла отражение в его лекции 1868 года «О куске мела».
После выхода в 1859 году «Происхождении видов» Дарвина Хаксли опубликовал на эту книгу, которую назвал «винтовкой Уитворта в арсенале либерализма», несколько положительных рецензий, хотя не во всём был согласен с её положениями. В частности, он отвергал сравнение между естественным и искусственным отбором, указывая на то, что межвидовые гибриды получаются стерильными, не порождая новых видов. В то же время, хотя сам Дарвин ещё избегал включения человека в общую систему эволюции, обойдя стороной эту тему в своём «Происхождении видов», Хаксли уже сделал этот шаг и открыто отстаивал эволюционные взгляды на происхождение человека. Он, в частности, полемизировал с Оуэном, за два года до этого предложившим выделить человека в отдельный подкласс Archencephala, и доказывал, что различия между человеком и гориллой немногим больше, чем между гориллой и бабуином. С другой стороны, Хаксли сблизился с Дарвином. Дарвин и его жена стали крёстными родителями для двоих из первых четырёх детей Хаксли, рождённых в браке с Нетти, — Джесси Орианы, родившейся в 1858 году, и Леонарда, появившегося на свет двумя годами позже. Хаксли был одним из учёных, благодаря усилиям которых Королевское общество наградило Дарвина медалью Копли.
Полемика с Оуэном переросла чисто научные рамки в 1860 году. В ходе диспута в Британской ассоциации содействия развитию науки об уникальности зоны в человеческом мозгу, известной как hippocampus minor, на стороне Оуэна выступил епископ Сэмюэл Уилберфорс, язвительно спросивший Хаксли, происходит тот от обезьян по отцовской или по материнской линии. Тот ответил, что лучше будет иметь в предках «жалкую обезьяну», чем человека, располагающего большим влиянием, но использующего его лишь для того, чтобы вносить насмешки в серьёзный научный спор. Эти резкости, однако, не помешали Хаксли как вице-президенту Зоологического общества уже в следующем году продуктивно сотрудничать с Уилберфорсом.
В январе 1861 года увидело свет сочинение Хаксли «О зоологических связях человека с низшими животными». В нём автор провозглашал, что «обезьянье наследие» не принижает достоинства человеческого рода, поскольку достоинство не наследуется, а зарабатывается каждым человеком лично. В 1861—1863 годах Хаксли разработал новые методы в сравнительной анатомии черепов приматов, с помощью которых, в частности, доказывал, что «обезьяньи» черты недавно открытого неандертальского человека носят поверхностный характер. Научно-популярная книга «О месте человека в природе», вышедшая в 1863 году и обобщавшая результаты его исследований, была с пренебрежением воспринята представителями «высокой» науки и с негодованием — религиозной прессой, но завоевала высокую популярность у среднего класса, либералов и социалистов, в том числе в Германии и России.
В 1867 году Хаксли ознакомился с филогенетической системой Геккеля и под её влиянием начал составлять филогенетическое дерево современных видов курообразных. Эта работа продемонстрировала растущее понимание им биогеографических принципов: именно на этом этапе, разграничивая азиатскую и австралийскую фаунистические зоны, Хаксли впервые ввёл термин «линия Уоллеса». Ещё один важный аспект эволюционной мысли, на который Хаксли оказал влияние, касался происхождения птиц. Уже в 1864 году он начал объединять птиц и рептилий в новую морфологическую группу — Sauropsida, а в 1868 году выступил в Королевском институте с докладом, в котором провозглашал страусоподобных птиц потомками компсогнатов и близких к ним динозавров.
Выдвинул новую теорию самозарождения жизни на основе вещества, названного им батибиус Геккеля (Bathybius haeckelii) в честь немецкого биолога Эрнста Геккеля. Позднее была доказана ошибочность теории.
С начала 1870-х годов Хаксли отстаивал эволюционную связь между примитивными ланцетниками и бесчелюстными рыбами и популяризовал идею Александра Ковалевского о происхождении позвоночных от асцидий, в которой промежуточным звеном выступали организмы, схожие с ланцетниками. В середине 1870-х годов он демонстрировал связь между кистепёрыми рыбами и лабиринтодонтовыми амфибиями, иллюстрацией к которой стал описанный в 1876 году рогозуб — двоякодышащая рыба из Австралии, обладавшая многими специфичными чертами земноводных. Создавая филогенетические деревья для птиц и млекопитающих, Хаксли первоначально включил описанных Оуэном зверовидных пресмыкающихся со своим таксоном Sauropsida, но после 1882 года под влиянием изысканий Эдварда Копа скорректировал теорию и начал рассматривать их как предков млекопитающих.
Со временем за Хаксли закрепилась репутация «бульдога Дарвина» за его последовательную и яростную защиту эволюционной теории, которую благодаря ему всё чаще называли дарвинизмом. Эта защита иногда была сопряжена и с личными жертвами. Так, в 1877 году Хаксли был выдвинут кандидатом в члены Французской академии одновременно с Дарвином, но предпочёл снять свою кандидатуру, чтобы не соперничать с ним. В другом случае он обрушился с резкой критикой на книгу собственного ученика, Сент-Джорджа Майварта, в которой утверждалось, что теологическая мысль в отдельных аспектах предвосхищала идеи Дарвина. В то же время, составляя учебные программы по биологии, Хаксли оставлял и дарвинизм, и критику религии обладателям учёных степеней, не распространяя их преподавание на школьников.

### Последние годы жизни
В первой половине 1880-х годов психическая болезнь дочери Хаксли Мэриэн оказала воздействие и на самого учёного, что заставило его в октябре 1884 года снова взять академический отпуск, который он провёл в Италии, вернувшись в Англию в апреле следующего года. Весной и летом 1885 года он провёл последний цикл лекций в Южно-Кенсингтонском музее, в это время поддерживая себя экстрактом коки. После того, как ему исполнилось 60 лет, Хаксли добровольно ушёл с поста президента Королевского общества и с должности инспектора рыбных промыслов. Премьер-министр Гладстон определил учёному пенсию в размере 1200 фунтов в год, а после смены власти консервативное правительство добавило к ней ещё 300 фунтов.
В 1886 году вышла книга Хаксли «Об эволюции богословия», где он на основе анализа Книги Судей Израилевых и Книги Самуила сделал вывод о том, что вера в единого Бога (Яхве) развилась постепенно из более ранних политеистических верований. Критику Библии он развивал в следующей своей книге, «Естественная история христианства», которая осталась неоконченной. В своих эссе и статьях Хаксли способствовал мифологизации ранней дискуссии вокруг идей Дарвина. Он продолжал популяризовать технический прогресс как средство решения общественных проблем, но выступал против идей социальной революции, в особенности резко заняв эту позицию после беспорядков в лондонском Вест-Энде 8 февраля 1886 года. Пацифизм Хаксли получил развитие в работе «Борьба за существование в человеческом обществе», где автор осудил кровопролитие и потери человеческих жизней в ходе войн как аморальные. Высказываемые Хаксли взгляды на бесполезность классовой борьбы вызвали многочисленные критические отзывы, самым известным из которых стала опубликованная П. А. Кропоткиным в 1890 году работа «Взаимная помощь среди животных».
Здоровье Хаксли постепенно ухудшалось. В 1890 году, чтобы избежать влияния лондонского смога, он переехал в Истборн. При этом он продолжал публиковать статьи на острые темы, в частности с библейской критикой. В 1891 году Хаксли объявил, что библейское описание всемирного потопа представляет собой пересказ вавилонского эпоса. Он также выступил с публикацией, в которой описывал Христа как ортодоксального еврейского вероучителя, чьи взгляды для пост-павлианской христианской церкви должны были быть еретическими. Несмотря на эти и другие скандальные публикации, в 1892 году Хаксли сделали членом Тайного совета Великобритании; этот шаг консервативного правительства в определённой степени объяснялся постепенным смещением Хаксли в социальных вопросах на антисоциалистические позиции и его вкладом в начале 1890-х годов в развитие идей социального дарвинизма.
После смерти Мэриэн в 1887 году Хаксли прекратил публичные выступления, чему способствовала развивавшаяся глухота. Он сделал исключение для прочитанной в 1893 году в Оксфорде Роменсовской лекции на тему «Эволюция и этика», согласно которой социальный прогресс, в отличие от природного, должен способствовать выживанию не «сильнейших», а «этичнейших». В 1894 году он в последний раз появился на заседании Ассоциации содействия развитию науки. В начале марта 1895 году Хаксли заразился гриппом, после которого у него развился бронхит. Будучи серьёзно ослаблен болезнью, он перенёс инфаркт миокарда и 29 июня скончался у себя дома в Истбурне. Похоронен 4 июля в соответствии с завещанием рядом со своим старшим сыном Ноэлем на кладбище Сент-Марилебон в Ист-Финчли.

## Труды

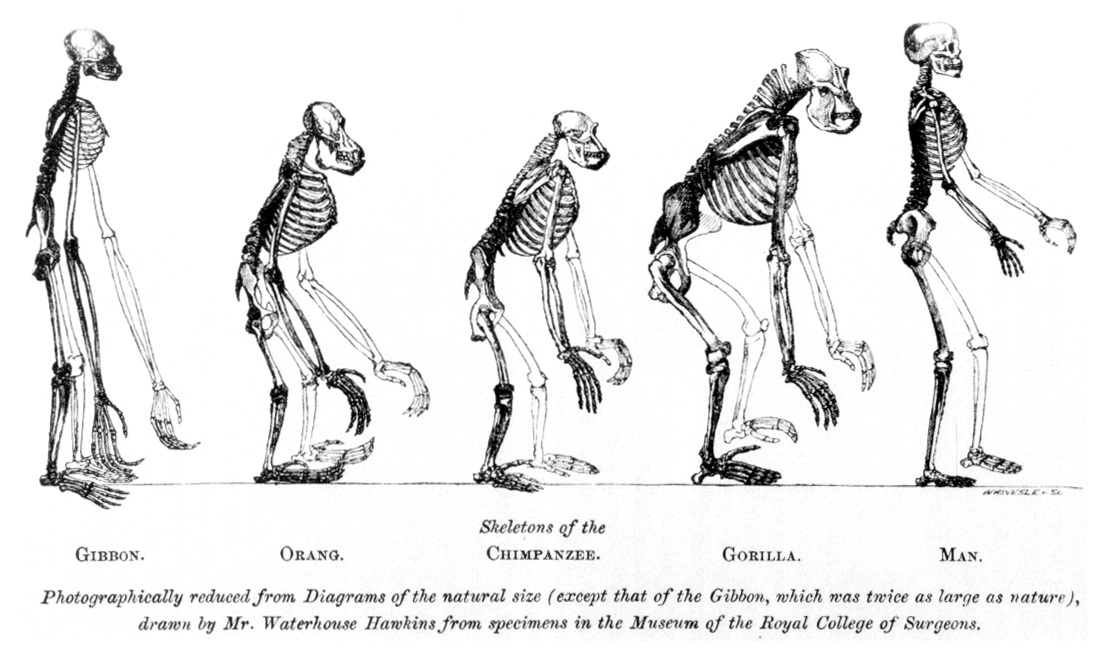
Изображение с фронтисписа работы Гексли Evidence as to Man’s Place in Nature (1863), на котором сопоставляются скелеты обезьян и человека

Исследовательские интересы Хаксли были связаны со сравнительной анатомией и возможностями её эволюционной интерпретации. Наиболее известны его дебаты с Ричардом Оуэном по вопросу о степени анатомической близости человекообразных обезьян и человека (иллюстрация с фронтисписа его работы о месте человека в природе на долгие годы стала популярным символом дарвиновской теории и прототипом для многих подобных иллюстраций и карикатур). Томас Хаксли отстаивал независимость профессиональной науки, построенной на принципах материализма. Для описания своего отношения к господствующим в его время религиозным верованиям, он ввёл термин агностицизм. Книга Гексли «О месте человека в природе», посвящённая происхождению человека от обезьяноподобного предка, представляла сходства и различия человека и высших обезьян. Томас Хаксли писал: «Какую бы часть животного организма мы ни избрали для сравнения, тот или другой ряд мышц, или другие внутренности, результат остался бы всё тот же: различия между низшими обезьянами и гориллой оказались бы все-таки значительней, чем между гориллой и человеком».
Томас Хаксли тщательно изучал конечности обезьян и указывал на различия в строении мускулатуры и скелета ног и рук. Поэтому он исключил понятия «четверорукие» и «двурукие», подчеркивая, что важнейшие различия между человеком и обезьянами лежат в строении мозга и зубной системы.

## Семья
Хаксли был основателем целой династии выдающихся английских учёных и деятелей культуры. Его внуками были писатель Олдос Хаксли, сэр Джулиан Хаксли (известный биолог-эволюционист, первый генеральный директор ЮНЕСКО и основатель Всемирного фонда дикой природы), и сэр Эндрю Хаксли (физиолог и Нобелевский лауреат).

Генеалогия семей Арнольд и Гексли

## Награды и память
- Медаль Волластона (1876)[9].
- Медаль Копли (1888)[9].
- Медаль Линнея (1890)[9].
- Медаль Дарвина (1894)[9].
- Орден Полярной звезды (Швеция, 1873)[9].
- Почётный доктор Эдинбургского (1866), Дублинского (1878), Кембриджского (1879) и Оксфордского (1885) университетов[9].
- В 1973 году Международный астрономический союз присвоил имя Гексли кратеру на видимой стороне Луны.
- В его честь в 1900 году учреждена высшая награда Royal Anthropological Institute[англ.] — Huxley Medal[англ.].

## Сочинения (на русском языке)
- Место человека в царстве животном. М., 1864
- О причинах явлений в органической природе. СПб.-М., 1866.
- Об университетском воспитании. СПб., 1876.
- Основы физиологии. 1899.
- Рак Введение в изуч. зоологии. М, 1900.
- Введение в науку. М., 1902.